# Evangeliarium van Echternach

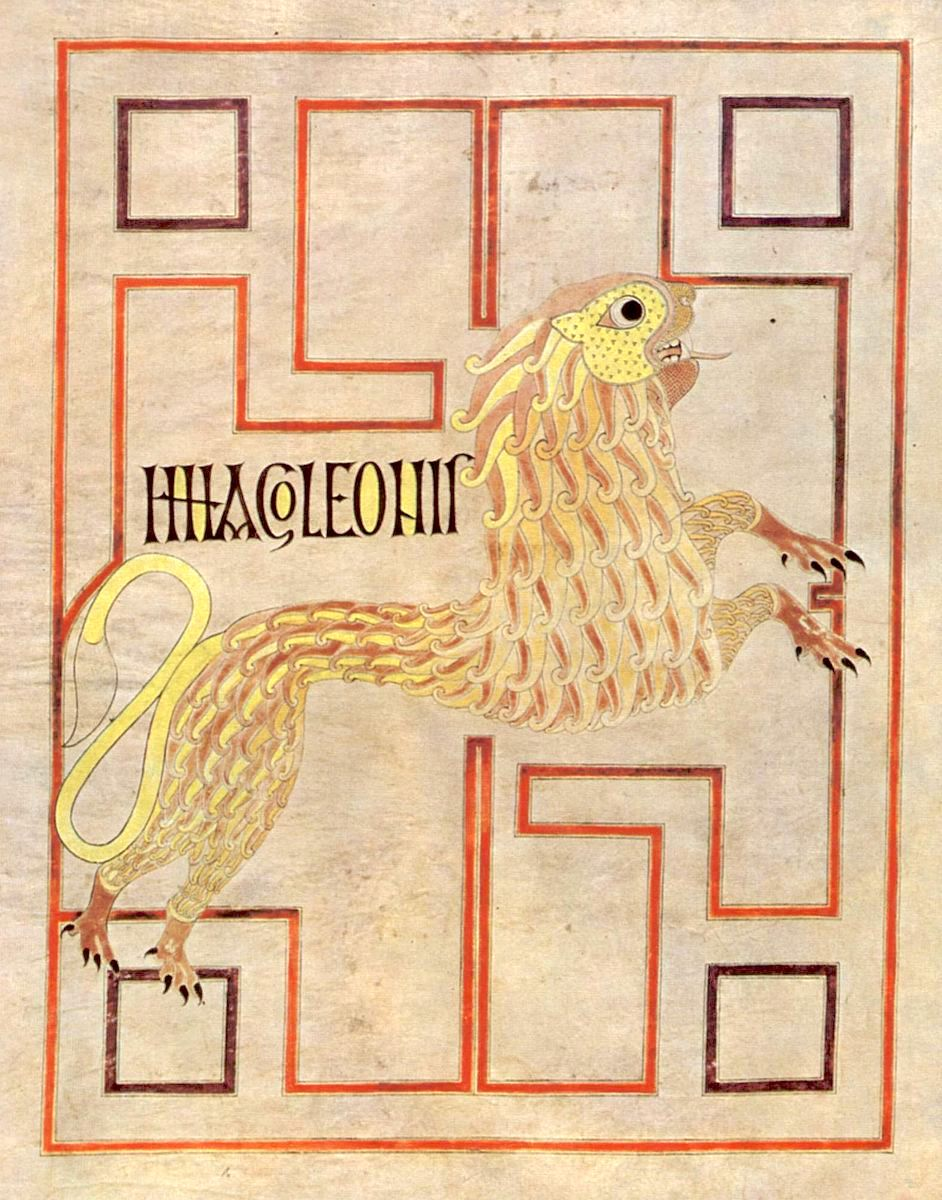
Een pagina uit het Echternach evangeliarium met een leeuw, het symbool van de evangelist Marcus

Het Evangeliarium van Echternach (ook wel bekend als het Evangeliarium van Willibrord) is een manuscript in insulaire stijl met de vier evangelies, gemaakt omstreeks het einde van de 7e, begin van de 8e eeuw. Het verluchte manuscript is afkomstig uit de Abdij van Echternach gesticht door Willibrord omstreeks 697-698. Momenteel wordt het bewaard in de Bibliothèque nationale de France in Parijs onder de signatuur MS Lat. 9389.

## Geschiedenis
Over de precieze oorsprong zijn de kunsthistorici het nog steeds niet eens. Sommigen zijn van mening dat het boek in Ierland gemaakt werd in de abdij van Rathmelsigi het huidige Clonmelsh, waar Willibrord tussen 678 en 690 zou verbleven hebben.
Anderen denken aan Northumbrië en meer precies aan de abdij van Lindisfarne omdat volgens hen één scribent in Lindisfarne het Evangeliarium in de kathedraal van Durham (Signatuur: Durham Cathedral Library A.II.17) en het Echternach evangeliarium zou geschreven en geïllustreerd hebben. Deze hypothese wordt tegenwoordig vrij algemeen aanvaard. Julian Brown noemde deze kalligraaf ‘The Durham-Echternach calligrapher’. Het handschrift zou daar zijn ontstaan in de periode tussen 690 en 700. Er zijn een groot aantal publicaties die verschillende data voorstellen, maar algemeen gaat men akkoord met een ontstaan tussen 690 en 710.

Vaststaand is dat het manuscript op folium 22 verso een colofon bevat die ons leert dat het werd gecorrigeerd aan de hand van een handschrift van abt Eugippius van de St. Severinus abdij bij Napels in 558. Het colofon luidt:
Promendvi ut potui secundum codicem de bibliotheca eugipi praespiteri quem ferunt fuisse sancti hieronimi indicatione ui post consultam bassillii u.c. anno septimo decimo
Vrij vertaald:
Ik verbeterde (de tekst) zo goed als ik kon naar een handschrift uit de bibliotheek van de priester Eugippius, waarvan men zegt dat het van Hiëronymus was, in de zesde indictie, het 17e jaar na dat Bassilius consul werd
Dit bevestigt dat men op de plaats waar het handschrift werd gekopieerd de beschikking had over Italiaanse handschriften.
Willibrord zou het handschrift meegenomen hebben op zijn missie naar Friesland die begon in 690, en zo zou het dan later terechtgekomen zijn in Echternach waar hij in 697-698 een abdij stichtte op land dat hem was geschonken door Irmina van Oeren abdis van het Mariaklooster in Oeren bij Trier. Deze gang van zaken wordt tegengesproken door de datering van het manuscript. Men gaat er tegenwoordig van uit dat de aanwezigheid van het manuscript in Echternach wel gerelateerd was aan de missioneringopdracht van Willibrord maar dat het pas later in Echternach terechtkwam. Willibrord zou het handschrift kunnen meegebracht hebben enkele jaren na de stichting van de abdij, van een reis die hij maakte naar Northumbrië tussen 698 en 705.
Wat er ook van zij, in de 8e eeuw bevond het handschrift zich in de abdij van Echternach, waar het zijn stempel zal drukken op de werken die ontstonden in het scriptorium van deze abdij. Het handschrift was in het begin van de 16e eeuw nog steeds in Echternach zoals blijkt uit de notitie op folium 1 recto “I.  Continet textum 4 or evangelistarum cum suis canonibus vel eorum canone” die op een weggeschraapte nota over de catalogus van de abdij van 1505-1508 geschreven was. In 1724 werd het handschrift nog in de abdij gezien door Martène en Durand. Maar in september 1802 werd, op basis van de Franse wet betreffende de nationalisatie van de goederen van de geestelijkheid, de bibliotheek van de abdij aangeslagen door Jean-Baptiste Maugérard en zijn assistent de "citoyen" Ortolany en naar Parijs gestuurd, waar de zending in oktober aankwam.

## Beschrijving
Het Evangeliarium van Echternach bestaat uit 223 folia uit perkament gemaakt van de huid van schapen. De folia meten 335 x 260 mm. Het boek is geschreven in het Latijn in een niet hoekig insulair minuskelschrift in twee kolommen met 24 à 25 lijnen per kolom. De bladspiegel meet 280 x 205 mm. Zoals hoger gezegd zou het handschrift geschreven zijn door één kopiist die men de noodnaam ‘The Durham-Echternach calligrapher’ gaf. Sommige explicits (einde van een tekst) zijn in een wat hoekiger en kleiner schrift geschreven (voorbeeld op f72r). De titels zijn geschreven in insulaire half-uncialen.
Het handschrift bestaat uit 23 katernen, samengesteld uit (meestal) vijf bifolia. De bladen werden met een loodstift gefolieerd in  de rechter boevenhoek van de recto zijde. Er werd achteraf een tweede maal gefolieerd omdat men de eerste keer folium 60 ook als 59 had gemerkt. Er zijn enkele folia verloren gegaan maar geen folia met illustraties.
Het handschrift werd vier jaar na zijn aankomst in Parijs opnieuw ingebonden met een band in rood Marokijn leder versierd met de wapens van Napoleon.

## Verluchting
Het boek is vrij spaarzaam verlucht in vergelijking met andere handschriften uit dezelfde periode zoals het Book of Durrow, de Durham-evangeliarium, de Lichfield-gospels en het Lindisfarne-evangeliarium. Tapijtbladzijden ontbreken en de kaders van de evangelistensymbolen zijn alleen ingevuld met weefpatronen  op folium 118 verso bij de man, het symbool van Matteüs. Ook de canontabellen werden zeer eenvoudig gedecoreerd in vergelijking met wat men kan vinden in andere manuscripten. Zelfs pigmenten worden veel spaarzamer gebruikt in het Echternach Evangeliarium dan in de andere genoemde boeken. Volgens Julian Brown  wijst alles erop dat het handschrift zeer snel moest afgewerkt worden en dat de verluchting daaronder geleden heeft. Bijvoorbeeld dierenhoofden en vogels, zeer populair in de insulaire kunst van dat moment, ontbreken volledig in de decoratie van de letters en de kaders en ook de Keltische curvi-lineaire spiralen zijn zeer spaarzaam gebruikt. Het is mogelijk dat de reden voor deze mindere afwerking economisch was, dergelijke decoraties is zeer tijdrovend en door het weglaten ervan kon de prijs van het boek gedrukt worden.
Een amusante vorm van decoratie is te vinden op f17r. Origineel moet er daar een gaatje in het perkament hebben gezeten, dat door de scribent verder werd uitgesneden (de tekst past er perfect omheen) in de vorm van een vogel, misschien een eend. De omtrek werd dan versierd met oranje stipjes.
Waarschijnlijk de bekendste miniatuur uit het Evangeliarium van Echternach is de leeuw op folium 75 verso, het symbool van de evangelist Marcus. De gestileerde leeuw lijkt vanuit het kader een prooi te bespringen. Dit lijkt verdacht veel op een leeuw die voorkomt in een jachtscène op een Byzantijns ivoren kistje dat bewaard wordt in de kathedraal van Troyes. Vrij duidelijk is ook de overeenkomst tussen de leeuw van Marcus in het Echternach Evangeliarium en de leeuw in het (zwaar beschadigde) Otho-Corpus-evangeliarium.

## Verluchtingsprogramma
Het handschrift werd waarschijnlijk verlucht door de kopiist. Het bevat de elementen in de lijst hieronder. Al deze folia zijn te bekijken via de Gallica-toepassing van de Bnf. 
- Vier frontispices, één bij het begin van elk evangelie, die het symbool van de evangelist uit de tetramorf voorstellen.[15] Men vindt de man voor Matteüs op f18v, de leeuw voor Marcus op f75v, het rund van Lucas op f115v (op de tekening staat Imago vituli, kalf) en de arend van Johannes op f176v. De frontispices van de evangelies staan steeds op de verso zijde van een folium en de achterzijde van de tekening is blanco gelaten. Op die wijze begint de evangelietekst op de tegenoverliggende bladzijde steeds op de recto zijde van een folium. Indien nodig werd ook de verso zijde van de laatste bladzijde van de voorgaande tekst blanco gelaten. De tekeningen zijn met de pen gemaakt en daarna ingekleurd.
- Vijf grote versierde teksten in diminuendo (waarbij de lettergrootte vermindert van woord tot woord) bij het begin van elk evangelie namelijk op de folia 19r en 20r voor Matteüs, 76r voor Marcus,  voor Lucas en 177r voor Johannes.
- 18 initialen van enkele lijnen hoog in zwarte inkt dikwijls opgehoogd in het intens geel of rood (zie folia 1r, 13v, 15v, 16v, 71r, 72v, 74r, 109r-v, 110v, 113r, 114r, 116r, 164v, 170v, 173v, 174v en 219r)
- Honderden kleinere initialen in zwarte inkt omgeven met rode puntjes.
- De canontabellen (ff.2v-13v) zijn in een rechthoekig kader geplaatst eveneens opgehoogd met intens geel of rood

## Inhoud
Het evangeliarium is een gemengde tekst die deels teruggaat op de Vetus Latina en deels op de Vulgaat van Hiëronymus. De indeling ziet er als volgt uit:
- ff.1ra-2vb: Epistula ad Damasum: Novum opus[17]
- ff.2vb-13v: Canones Eusebii: De canontabellen van Eusebius.
- ff.1va-15vb: Capitula van het evangelie volgens Matteüs[18]
- ff.15vb-16vb: Interpretationes nominum Hebraicorum[19]
- ff.16vb-17rb: Voorwoord op het evangelie volgens Matteüs met argumenta[20]
- f18v: Het symbool van Matteüs: de man
- ff.19ra-72rb: Evangelie volgens Matteüs
- ff.72va-74ra: Capitula van het evangelie volgens Marcus
- ff.74ra-vb: Voorwoord op het evangelie volgens Marcus met argumenta
- f75v: Symbool van Marcus: de leeuw
- ff.76ra-110ra: Evangelie volgens Marcus
- ff.110va-113rb: Capitula van het evangelie volgens Lucas
- ff.113rb-114ra: Interpretationes nominum Hebraicorum
- ff.114ra- 114vb: Voorwoord op het evangelie volgens Lucas met argumenta
- f115v: Symbool van Lucas: het kalf (zonder horens)
- ff.116ra-173ra: Evangelie volgens Lucas
- ff. 173va-174va: Capitula van het evangelie volgens Johannes
- ff. 174va-174vb: Interpretationes nominum Hebraicorum
- ff. 174vb-175rb: Voorwoord op het evangelie volgens Johannes met argumenta
- f176v: Symbool van Johannes: de arend
- ff.177ra-222va: Evangelie volgens Johannes
- f222va: Colofon
- ff.223r-223v: Blanco schutblad met cryptogram op de verso zijde

## Weblinks
- Online facsimile op Gallica
- Jachtscène met leeuw op ivoren kistje in de kathedraal van Troyes.

Ada-evangeliarium · Barberini-evangeliarium · Boek van Armagh · Evangeliarium van Augustinus van Canterbury · Book of Durrow · Book of Kells · Codex Argenteus · Codex aureus van St. Emmeram · Codex Carolinus · Codex Aureus Epternacensis · Codex Eyckensis · Codex Gissensis · Diatessaron · Durham-evangeliarium · Evangeliarium van Echternach · Evangeliarium van Egmond · Evangeliarium van Lorsch · Gefragmenteerd evangelieboek (A. II. 10.) · Godescalc-evangelistarium · Lichfield-evangeliën · Lindisfarne-evangeliarium · Luikse diatessaron · Mac Durnan-evangeliarium · Middelnederlandse Apocalyps · Minuskel 76 · Evangeliarium van Munsterbilzen · Otho-Corpus-evangeliarium · Evangelieboek van Sankt Gallen · Xanten-evangeliarium